# Croce commemorativa "per la cooperazione"
La Croce commemorativa "per la cooperazione" è stata istituita dal Governo italiano il 20 giugno 2017, per le benemerenze acquisite dal personale militare e civile del Ministero della difesa, del Corpo militare e del Corpo delle infermiere volontarie della Croce Rossa Italiana, nonché da selezionato personale straniero, benemerito dello Stato italiano, che ha partecipato in operazioni internazionali di cooperazione con autorità governative locali al di fuori del territorio nazionale, in paesi che sono stati interessati da conflitti, disordini sociopolitici, ovvero assegnato presso sedi di "Comando e Controllo" o supporto logistico dell'operazione, dislocate fuori dal territorio nazionale, nell'area geografica in cui si svolge l'operazione stessa, in base ad accordi bilaterali o multilaterali, per conto dell'ONU, o dell'Unione europea che non sono già state riconosciute utili per il conferimento di altra croce commemorativa nazionale.

## Insegne

### Medaglia
Ha la forma di una croce patente a quattro braccia uguali, inscritta in un cerchio formato da due fronde di arancio di 40 mm di diametro.
È in metallo color argento con attacco a nastro ed un peso di 25 g circa.
Riporta sul recto, in rilievo, al centro, la scritta "per la cooperazione", sul verso al centro una stella a cinque punte.

### Nastro
Il nastro è di seta arancio chiaro, di dimensioni 37x50 mm con, in verticale, al centro, i colori della bandiera nazionale (tre bande di 2 mm ciascuna).

### Fascetta
Fascetta di bronzo indicante il nome dell'area geografica; con determinazione del Capo di stato maggiore della Difesa del 3 aprile 2018 sono state autorizzate le seguenti fascette::
AfghanistanMissione UNOCA 30/03/1989 – 14/10/1990
Missione RESOLUTE SUPPORT MISSION 01/01/2015 – in corso
Missione EUPOL 01/01/2015 – 31/05/2015
CongoMissione EUPOL RD CONGO 01/07/2007 – 01/03/2012
GeorgiaMissione EUMM GEORGIA 15/09/2008 – in corso
HaitiMissione MINUSTAH HAITI 12/01/2010 – 15/10/2017
IraqMissione INHERENT RESOLVE/PRIMA PARTHICA/CENTURIA 28/08/2014 – in corso
Missione NATO Training And Capacity Building IRAQ 15/01/2017 – in corso
KosovoMissione EULEX 09/12/2008 – in corso
LibanoMIBIL (Missione Militare Bilaterale italiana in Libano) 31/10/2014 – in corso
LibiaMissione EUBAM 9/01/2013 - in corso
Missione IPPOCRATE 11/08/2016 - 31/12/2017
Missione Militare Italiana in Libia 06/09/2013 - 31/12/2013
Nucleo  di  collegamento  presso  il Ministero della Difesa Libico 03/09/2016 – in corso
Missione NAURAS 02/08/2017 – 31/12/2017
Missione MIASIT LIBIA 01/01/2018 – in corso
MaliMissione EUTM - MALI 11/01/2013 – in corso
Missione EUCAP SAHEL MALI 15/01/2015 – in corso
Missione MINUSMA 01/07/2013 – in corso
MediterraneoMissione EUNAVFOR SOPHIA 20/04/2015 – in corso
NigerMissione EUCAP SAHEL NIGER 16/07/2012 – in corso
PalestinaMissione MIADIT PALESTINA 19/03/2014 – in corso
SahelMissione GAR-SI Sahel 29/06/2017 – in corso
SomaliaMissione EUTM – SOMALIA 25/01/2010 – in corso
Missione MIADIT – SOMALIA 12/01/2013 – in corso
Missione RESTORE HOPE 04/05/1993 – 21/03/1994
Somalia/KenyaMissione EUCAP NESTOR 16/07/2012 – in corso

### Diploma
Riporta i dati anagrafici dell'insignito, la data del periodo d'impiego e l'area geografica o nazione dove si è svolta, in modo prevalente, la missione.

### Concessioni multiple
Il personale che, avendo partecipato a più forze o missioni, ha ottenuto più volte il riconoscimento, porta:
- - una sola insegna, completata da tante fascette in bronzo quanti sono i riconoscimenti ottenuti;
- - un solo nastrino, completato rispettivamente da una o due stellette di bronzo o una stelletta d'argento se i riconoscimenti sono due, tre o più di tre.

| Nastrini per concessioni multiple |               |               |                      |
| 1 concessione                     | 2 concessioni | 3 concessioni | più di 3 concessioni |